# Березівський район (Білорусь)
Березівський район (початково — Картуз-Березівський, біл. Бярозаўскі раён) — адміністративно-територіальна одиниця у складі Берестейської області Білорусі. Утворений 15 січня 1940 року. Адміністративний центр  — місто Береза.
Етнічно більшість корінного населення становлять українці. На півночі району проходить білорусько-українська етнічна межа. Березівський район — частина українського етнокультурного регіону Берестейщини.

## Географія
Район розташовується в центральній частині області, займає південно-східну частину Прибузької рівнини і північно-західну частину Прип'ятського Полісся. Протяжність із заходу на схід 48 км, з півночі на південь — 41 км.
Площа — 1,5 тис. кв. км. На території району наявні родовища крейди, торфу, будівельних пісків, глини. 24 % площі району охоплюють ліси.
Березівський район має у своєму розпорядженні достатні запаси водних ресурсів для безперебійного забезпечення населення, промислового виробництва, сільського господарства водою. Найбільші водойми — озера Чорне, Спорівське, Біле, водосховище Селець. Річки та озера займають 100 км². На території району знаходиться 17 водних об'єктів, придатних для рибогосподарського використання, 13 з них надані в оренду різним суб'єктам господарювання.
Ліс займає 25,2 % території району. Основний лісофондотримач — Івацевицький лісгосп. У 2004 році створено 48 га лісонасадження в водоохоронних зонах річок і водойм. Площа мисливських угідь Березівського району становить 115,0 тисяч га. Мисливські угіддя передані в оренду СТОВ «Варіант» (14,5 тисяч га) та Брестській обласній організації ГО «БООР» (100,5 тисяч га).

## Історія
Район утворений 1940 року. Під час Другої світової війни та післявоєнної української збройної боротьби проти радянської окупаційної влади район належав до Кобринського надрайону («Лан») Берестейського окружного проводу ОУН.

## Адміністративно-територіальний устрій
До складу району входять 112 населених пунктів, зокрема 2 міста: Береза і Білозерськ, 14 сільських і одна міська рада. Адміністративно-територіальний устрій району:
- Березівська сільська рада
  - село Заріччя
  - село Кругле
  - село Леошки
  - село Морможево
  - село Новосілки
  - село Подосся
  - село Порослово
  - село Светоч
  - село Селовщина
  - село Хомичі
- Здітівська сільська рада
  - село Дягелець
  - село Здітове
  - село Колонія
  - село Мошковичі
  - село Песчанка
  - село Угляни
  - село Шилин
  - село Шилинок
- Малецька сільська рада
  - село Бухали
  - село Висневичі
  - село Горськ
  - село Грицевичі
  - село Давидовичі
  - село Залужжя
  - село Лукомер
  - село Малеч
  - село Олехновичі
  - село Павловичі
  - село Подкраїчі
  - село Постолово
  - село Ригали
  - село Сосновка
  - село Хойники
  - село Черничне
- Міжліська сільська рада
  - село Батарея
  - село Єленово
  - село Костюки
  - село Матвієвичі
  - село Міжлісся
  - село Михалинок
  - село Ставки
  - село Судиловичі
- Першомайська сільська рада
  - село Вощанка
  - село Жичин
  - село Кабаки
  - село Карпеші
  - село Нивищі
  - село Першомайська
  - село Піщанка
  - село Тихни
- Пісківська сільська рада
  - село Войтешин
  - село Лисичиці
  - село Маневичі
  - село Нивки
  - село Ниви
  - село Ольшево
  - село Піски
  - село Хрисо
  - село Ярцевичі
- Селецька сільська рада
  - село Ворожбити
  - село Зубачі
  - село Кривоблоти
  - село Куровщина
  - село Михновичі
  - село Нарутовичі
  - село Оницевичі
  - село Осека
  - село Осовці
  - село Панасовичі
  - село Пляховщина
  - село Рогачі
  - село Селець
  - село Сошиця
  - село Утрани
  - село Ясевичі
- Сигневецька сільська рада
  - село Бармути
  - село Борки
  - село Великі Лесковичі
  - село Винин
  - село Голиці
  - село Заріччя
  - село Кошелево
  - село Маревиль
  - село Мар'яново
  - село Минки
  - село Михалки
  - село Пешки
  - село Ревятичі
  - село Свадьбичі
  - село Сигневичі
  - село Соболи
  - село Черняково
  - село Шлях-Пуща
  - село Ястребель
- Соколівська сільська рада
  - село Бронна Гора
  - село Огородники
  - село Річиця
  - село Смолярка
  - село Соколово
- Споровська сільська рада
  - село Здітове
  - село Спорово
- Стригинська сільська рада
  - село Високе
  - село Головицькі
  - село Мостики
  - село Нове
  - село Пересудовичі
  - село Пузи
  - село Совино
  - село Стригинь

Колишні сільські ради:
- Білозерська (ліквідована 17 вересня 2013 року[6])
- Борківська (ліквідована 17 вересня 2013 року[6])
- Нарутовицька (ліквідована 17 вересня 2013 року[6])

## Населення
За переписом населення Білорусі 2009 року чисельність населення району становило 66 988 осіб.

### Національність
Розподіл населення за рідною національністю за даними перепису 2009 року:
| Національність                | Осіб  | Відсоток |
| ----------------------------- | ----- | -------- |
| білоруси                      | 60804 | 90,77 %  |
| росіяни                       | 3789  | 5,66 %   |
| українці                      | 1202  | 1,79 %   |
| поляки                        | 639   | 0,95 %   |
| національність не вказана     | 269   | 0,40 %   |
| вірмени                       | 37    | 0,06 %   |
| татари                        | 33    | 0,05 %   |
| німці                         | 27    | 0,04 %   |
| молдовани                     | 26    | 0,04 %   |
| національність не повідомлена | 23    | 0,03 %   |
| дві та більше національності  | 19    | 0,03 %   |
| євреї                         | 16    | 0,02 %   |
| литовці                       | 12    | 0,02 %   |
| азербайджанці                 | 11    | 0,02 %   |
| мордва                        | 10    | 0,01 %   |
| латиші                        | 9     | 0,01 %   |
| чуваші                        | 9     | 0,01 %   |
| грузини                       | 6     | 0,01 %   |
| узбеки                        | 5     | 0,01 %   |
| цигани                        | 4     | 0,01 %   |
| осетини                       | 3     | 0,00 %   |
| удмурти                       | 3     | 0,00 %   |
| інша національність           | 3     | 0,00 %   |
| туркмени                      | 2     | 0,00 %   |
| таджики                       | 2     | 0,00 %   |
| башкири                       | 2     | 0,00 %   |
| корейці                       | 2     | 0,00 %   |
| марійці                       | 2     | 0,00 %   |
| лезгини                       | 2     | 0,00 %   |
| карели                        | 2     | 0,00 %   |
| комі                          | 2     | 0,00 %   |
| угорці                        | 2     | 0,00 %   |
| греки                         | 1     | 0,00 %   |
| естонці                       | 1     | 0,00 %   |
| кумики                        | 1     | 0,00 %   |
| фіни                          | 1     | 0,00 %   |
| комі-перм'яки                 | 1     | 0,00 %   |
| румуни                        | 1     | 0,00 %   |
| киргизи                       | 1     | 0,00 %   |
| даргинці                      | 1     | 0,00 %   |
| кабардинці                    | 1     | 0,00 %   |
| ханти                         | 1     | 0,00 %   |
| евенки                        | 1     | 0,00 %   |
| Разом                         | 66988 | 100 %    |

## Економіка

### Промисловість
Провідною галуззю економіки району є промисловість, яку представляють 23 підприємства, з них 10 працюють в умовах недержавної форми власності та виробляють 44,9 % виготовленої продукції. Основний обсяг виробленої в районі продукції припадає на харчову промисловість (61 %). В значній мірі отримало розвиток виробництво будівельних матеріалів (5 підприємств).
Березівський сироробний комбінат і Березівський м'ясоконсервний комбінат — є одними з найбільших виробників в республіці м'ясомолочної галузі. Перемога Березівського м'ясоконсервного комбінату в конкурсі «Найкраща продукція року — 2001. Продукти харчування» дала можливість підприємству право маркувати свій товар знаком «Найкраща продукція — 2001».
На парад відкриття XIX Олімпійських ігор у Солт-Лейк-Сіті спортсмени Республіки Білорусь виходили в кросівках СП «Белкельме», яке входить до числа підприємств, що мають право розміщати на свою продукцію символіку Національного олімпійського комітету.
У республіці немає аналогів рулонних покрівельних та гідроізоляційних матеріалів (полікрол, ізокрол, березол, бітумно-полімерна ізоляційна плитка), що випускаються ВАТ «Ізоляція». У 2001 році продукція підприємства стала переможцем в номінації «Гідро-і теплоізоляційні матеріали для покрівельного покриття».
Белоозерський енергомеханічний завод — єдиний в Республіці Білорусь виробник енергетичного обладнання та запасних частин для теплових електростанцій.
Березівська ДРЕС — друга за потужності в республіці.
Щорічно нарощується експортний потенціал, освоюються нові ринки збуту, на яких доводиться працювати в умовах жорсткої цінової конкуренції. Деякі підприємства проходять сертифікацію продукції на відповідність міжнародних стандартів ІСО серій 9000, 9001, мають сайти в мережі Internet.

### Сільське господарство
До складу агропромислового комплексу району входять 8 сільськогосподарських виробничих кооперативів, 1 комунальне унітарне сільськогосподарське підприємство, 1 комунальне унітарне виробниче підприємство, РУСП «Племінний завод „Луч“», відкрите акціонерне товариство «Ольшевський племптахозавод», а також підприємство, що обслуговує агропромисловий комплекс. В районі працюють 27 фермерських господарств, за якими закріплено 540 га землі.
Загальна площа сільськогосподарських угідь 56597. Площа ріллі 35613 га. Бал сільськогосподарських угідь 32,5. Бал ріллі 34,4.
Район спеціалізується на виробництві молока, м'яса, зерна, цукровий буряків.
Питома вага продукції тваринництва в загальному обсязі становить 46,0 %, рослинництва 54,0 %.

### Торгівля
Торгова мережа Березовського району представлена підприємствами торгівлі та громадського харчування різних форм власності. За станом на 1 січня 2004 року в районі функціонувало 347 підприємств торгівлі, до складу яких входило 276 магазинів, торговою площею 17612 м²., з них 150 магазинів системи споживчої кооперації.
В районі функціонує 25 підприємств громадського харчування на 1415 посадкових місць. Дрібнороздрібна мережа представлена 46 кіосками та павільйонами. Частка підприємств споживкооперації становить 42 %.
Систему споживчої кооперації району представляє Березівське райпо, до складу якого входять 6 підрозділів. Райпо взятий курс на розширення нетрадиційних видів послуг: розкрой тканин, різка скла, оранка ділянок, доставка товарів на дім, закупка молока та інше.

## Транспорт
По території району проходить залізниця (станції Береза-місто, Береза Картузька, Бронная Гора, Белоозерск) з направленням Париж — Берлін — Варшава — Брест — Мінськ — Москва і автомагістраль М1/Е30 кордон Республіки Польща — Брест — Мінськ — кордон Російської Федерації.
Обсяги перевезення вантажів і пасажирів забезпечують автотранспортні організації району: ВАТ «Березівське автотранспортне підприємство» і РУДТП «Автомобільний парк № 8 м. Береза». В районі є автостанція, 3 залізничні станції, станція технічного обслуговування автомобілів.

## Зв'язок
Послуги зв'язку в районі надають Березівський районний вузол поштового зв'язку і Березівський районний вузол електричної зв'язку. Районний вузол поштового зв'язку забезпечує на території району безперебійну роботу поштової та спеціального зв'язку, поширює періодичні видання, а також надає клієнтам послуги телефонної, телеграфної та інших видів зв'язку на договірній основі з власниками засобів електрозв'язку.
Районний вузол електричного зв'язку надає такі види послуг:
- технічне обслуговування лінійно-кабельного господарства, обладнання зв'язку та абонентських пристроїв;
- телефонізація, радіофікація, надання послуг телеграфу;
- надання міжміських та міжнародних переговорів;

пункти колективного користування «Телефакс», «БелПак» та інші. На 100 міських жителів в районі припадає 35 телефонів, на 100 сільських — 29.

## Культура
У Березовському районі 114 пам'яток історії та культури, в тому числі історичних 90, архітектурних — 14, археологічних — 6, 4 пам'ятки природи. 15 об'єктів району внесені до Державного списку історико-культурних цінностей Республіки Білорусь.
В історико-краєзнавчому музеї міста Берези зібраний багатий матеріал про місто та районі, в музеї етнографії села Войтешин зібрано понад 500 предметів селянського побуту.
Найбільш значимі пам'ятники історії та культури:
- монастир картезіанців (XVII століття);
- Черняковська Свято-Миколаївська церква 1725 року;
- Петропавлівська церква (XIX століття);
- Старопесковський садибно-парковий комплекс 19 століття;
- Сігневицький римо-католицький костел Святої Діви Марії 1795 року;
- пам'ятник в'язням концтабору Береза-Картузька;
- пам'ятник воїнам-землякам, що загинули в Афганістані.

В районі діє 42 клубних установи, 45 бібліотек, школа мистецтв, 4 дитячих музичних школи, дитячо-юнацький спортивно-естетичний центр, туристична база, 2 школи народної творчості, історико-краєзнавчий музей. Створено 36 фольклорних колективів, районним методичним центром зібрана районна фонотека фольклору, зроблений альбом народного костюма Березівщини, працює понад 800 майстрів і народних умільців традиційних народних ремесел (ткацтво, вишивка, бондарство, розпис по склу, соломоплетіння). 13 колективів художньої самодіяльності мають звання «народний», неодноразові учасники обласних, республіканських, міжнародних конкурсів та фестивалів.
В районі функціонують близько 13 церков, 3 костели і 10 молитовних будинків, 10 релігійних громад. При 2-х православних церквах працюють школи вихідного дня.

## Освіта, охорона здоров'я
Районна мережа закладів освіти включає в себе 23 середні, 7 базових, 14 початкових, 3 дитячо-юнацькі спортивні школи, 2 навчальних комбінати, 35 позашкільних установ, 2 професійно-технічних училища, санаторно-лісову школу, туристичну базу, працює соціально-психологічний центр .
У системі охорони здоров'я 5 лікарень, 2 поліклініки, 3 лікарські амбулаторії, 25 фельдшерсько-акушерських пунктів, диспансер.

## Спорт
Для проведення спортивної та фізкультурно-оздоровчої роботи в районі є 138 спортивних об'єктів, з них 4 стадіони, 38 спортзалів, гребна база для занять на байдарках і каное, 4 тенісних корти, 6 мінібасейнів, хокейна коробка, 54 спортивні майданчики, 16 спортивних майданчиків за місцем проживання, завершується будівництво плавального басейну в місті Береза.
Спортивно-масову роботу в районі організовує відділ фізичної культури, спорту і туризму райвиконкому, проводять 108 фахівців фізичної культури і спорту (загальноосвітні школи — 58, позашкільні установи — 15, інструктори-методисти — 8; тренер-викладач — 23).
Для організації спортивно-масової і оздоровчої роботи за місцем проживання в районі створені дитячо-юнацький спортивно-естетичний центр, фізкультурно-спортивні клуби в містах Береза і Белоозерське. При них створено 10 спортивних клубів за інтересами.
В районі працює чотири дитячо-юнацькі школи, в яких підвищують свою спортивну майстерність 1343 учнів.
У школах працюють відділення легкої атлетики, футболу, важкої атлетики, тенісу, кінного спорту, акробатики, кульової стрільби, гребенні на байдарках і каное.